# Jens Andersen (Autor)
Jens Andersen (* 15. November 1955) ist ein dänischer Journalist, Literaturkritiker und Schriftsteller, der 1990 den Georg-Brandes-Preis sowie 2006 den Søren-Gyldendal-Preis erhielt.

## Leben
Andersen, der als Redakteur in der Kulturredaktion der Tageszeitung Berlingske Tidende arbeitete, gab 1990 sein literarisches Debüt mit Thit – den sidste valkyrie, einer Biografie der Schriftstellerin Thit Jensen, für die er 1990 den Georg-Brandes-Preis erhielt.
Neben weiteren Biografien dänischer Autoren des 20. Jahrhunderts verfasste er auch Kinderbücher und wurde dafür 1998 mit dem Klods-Hans-Preis der Gesellschaft für Kinderliteratur ausgezeichnet.
Für Andersen – En Biografi, einer Biografie über Hans Christian Andersen, wurde er 2004 mit dem Weekendavisens litteraturpris, dem Leserpreis der Wochenzeitung Weekendavisen ausgezeichnet. 2006 wurde ihm schließlich der Søren-Gyldendal-Preis verliehen. Zuletzt erschien 2010 eine Biografie über den Kinderbuchautor Ole Lund Kirkegaard. Seine Biografie über Tove Ditlevsen wurde zuerst 2022 veröffentlicht, 2023 erschien die deutschsprachige Übersetzung.
2024 kam das von Andersen redigierte Buch Kongeord heraus, in dem der neue dänische König Frederik X. seine Gedanken über seine Regentschaft und sich selbst äußert.

## Veröffentlichungen
- Ild i papiret, 2005, ISBN 978-87-02-04313-6.[2]
- Hans Christian Andersen. Eine Biografie, Insel Verlag, Frankfurt am Main 2005, ISBN 3-458-17251-3.[3]
- Ole Lund Kirkegaard, 2010, ISBN 978-87-02-09526-5.[4]
- Kim Larsen - mine unge år, 2018, ISBN 978-87-400-4943-5[5] – Gewinner des Læsernes bogpris 2019.
- Astrid Lindgren – Ihr Leben, Pantheon Verlag, München 2017, ISBN 978-3-570-55352-7.
- Tove Ditlevsen. Ihr Leben, übersetzt von Ulrich Sonnenberg, Aufbau Verlag, Berlin 2023, ISBN 978-3-351-04205-9.